# Waharoa
Waharoa est une communauté rurale localisée dans l'île du Nord de la Nouvelle-Zélande.

## Situation
Elle est située à 7 km au nord de la ville de Matamata et localisée à la jonction du chemin de fer de la branche de Kinleith (en) avec la ligne principale de la côte est (en). 
La route State Highway 27 (en) traverse la ville.

## Communauté
Le Pa et le Marae sont au centre de la communauté.
La communauté de Waharoa est très fermée – la plupart des personnes proviennent d’un seul iwi.

## Éducation
Il y a deux écoles primaires: l’école de Waharoa et l’école « Te Kura O Waharoa», dont la majorité des élèves appartiennent au peuple Māori. 
Il y a moins de 100 enfants dans chaque une des 2 écoles.

## Activité locale
Il y a une station service à Waharoa et aussi un aérodrome.
Le magasin des « Four Square » est à nouveau ouvert, et il est situé sur la principale rue au-dessus des toilettes publiques.
Il y a quelques cafés, qui servent d’agréables boissons chaudes.